# سكك حديد شركة الملح والصودا المصرية
كان طول سكة حديد شركة الملح والصودا المصرية 33 ميلاً (54 كم) خط سكة حديد طويل ضيق يبلغ قياسه 750 كيلومترًا مم في مصر.

## مسار
انطلق المسار من محطة سكة حديد خطابة على الخط القياسي القاهرة – دمنهور إلى بير هوكر في وادي النطرون. ولذلك عرفت أيضًا باسم خط سكك حديد خطابة-وادي النطرون. وفقًا لـ باديكير لعام 1914، تم توفير نقل الركاب على الخط.

## القاطرات والعربات

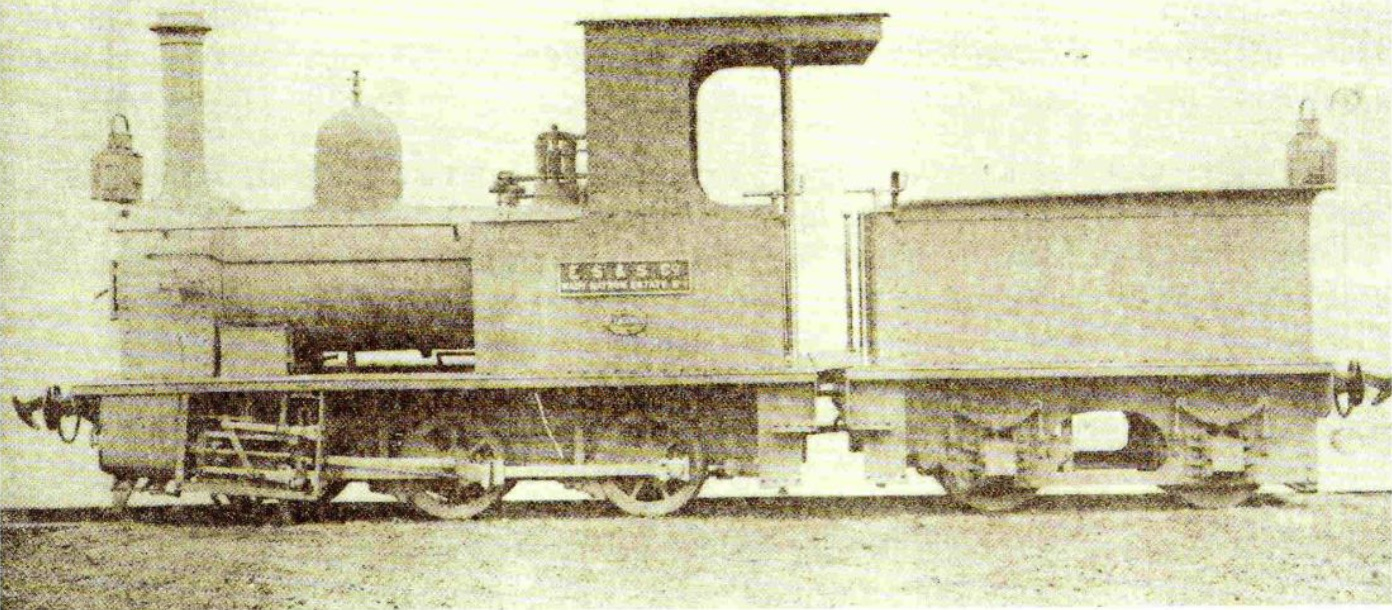
قاطرة سكة حديد شركة الملح والصودا المصرية

تم بناء ثلاث قاطرات 0-6-0 بواسطة شركة القاطرات والآلات السويسرية (أس أل أم ) في عام 1898. تم تصنيع قاطرة واحدة من طراز 0-4- أو دبليو تي تابعة لوزارة الحرب سابقًا بواسطة شركة هونسليت للمحركات. تم استخدام قاطرتين من طراز كوربيت سابقًا في الفترة من 1891 إلى 1902 في سكة حديد بورسعيد. قامت شركة بروكفيل بتزويد جرارين للسكك الحديدية بستة عجلات لكل منهما، والتي يتم تشغيلها بواسطة محركات الاحتراق الداخلي. عملت شركة ريد أورينشتاين وكوبل بشكل أساسي في فرع محاجر الحجر الجيري. من لوحة الكابينة لمحرك مركبات ايبي ليس من الواضح تمامًا ما إذا كان قد تم تصنيعه أم تم تسليمه بواسطة روبرت ايبي فقط. كانت إحدى قاطرات جوليت وواحدة من روز داونز أيضًا جزءًا من المعدات الدارجة. ظهرت الصورة في القاطرة في منشور أن جي أر أس، المقياس الضيق، طبعة اليوبيل رقم 50، مارس 1969 مع نفس الصورة. لوحات جانب الكابينة محفورة بالأحرف الإنجليزية (ES & S CO) و هي ترمز بالترجمة العربية شركة الملح والصودا المصرية. هنسليت 756 1901 إيفاد 4.7.1901 شركة للملح والصودا المصرية عقار وادى النطرون رقم 4. كان لدى لوكو أسطوانات خارجية مقاس 8 × 12 وتعمل بمقياس 75 سم. إنها نسخة العطاء من السكك الحديدية الحكومية القبرصية رقم 1 والتي لا تزال موجودة، ومثبتة في مدينة فاماغوستا بجزيرة قبرص.
في عام 1936، كانت الشركة تمتلك 3 حافلات و135 عربة بضائع.